# Família Gattilusio
A família Gattilusio foi a dinastia reinante na Ilha de Lesbos de 1355 a 1462, quando o último príncipe foi estrangulado por ordem do sultão otomano Maomé II, o Conquistador.[carece de fontes?] Uma pequena parte da família ainda governou Eno até 1456. A família tem origem genovesa e seu fundador foi um mercenário que ajudou João V Paleólogo a reaver seu trono e, como forma de pagamento, recebeu um principado e a mão da irmã do imperador, Maria..[carece de fontes?]
A esposa de João VII Paleólogo, Irene Gattilusio, também era da família.

## Príncipes de Lesbos
- Francisco I de Lesbos (1355 - 1384)
- Francisco II de Lesbos (1384 - 1404)
- Jacó de Lesbos (1404 - 1428)
- Dorino de Lesbos (1428 - 1455)
- Domênico de Lesbos (1455 - 1458)
- Nicolau de Lesbos (1458 - 1462)